# Wilhelm I. (Traungau)
Wilhelm I. († nach 853), verheiratet mit Engilrada, war von 821 bis zu seinem Tod Graf im Traungau, einem Gebiet des Bairischen Ostlandes, und einer der führenden Kolonisatoren des Traungaues in der ersten Hälfte des 9. Jahrhunderts.

## Graf im Traungau
Sein Amt erhielt er als Nachfolger seines Verwandten Gramann bereits unter Kaiser Ludwig dem Frommen. König Ludwig der Deutsche setzte nach seiner Übernahme des Ostlandes als König von Baiern zahlreiche eigene Gefolgsleute ein. Dennoch konnte sich Wilhelm als Graf im Traungau halten und überdauerte selbst die innerdynastischen Kämpfe der Karolinger 830–842, die erst mit der formellen Teilung des Fränkischen Reiches durch den Vertrag von Verdun 843 ein Ende nahmen. Als Graf unterstand er den Präfekten des Ostlandes Gotafrid, Gerold II. (826 bis 832/33) und danach Ratpot.
826, im Jahr des definitiven Amtsantrittes Ludwigs des Deutschen im Ostland, übergab er Teile seiner Ländereien im Linzer Raum an das Kloster Mondsee. Aus dem Jahr 833 ist die erste Schenkung Wilhelms an das Regensburger Kloster Sankt Emmeram bekannt, das er mit Gütern um Linz und Wels bedachte. Neben seinen Besitzungen im Traungau erwarb er Güter an der Perschling im heutigen Niederösterreich, von denen er Teile 834 an Sankt Emmeram übergab. 853 schenkte er dem Kloster schließlich Rosdorf an der Donau sowie den sogenannten Regensburger Luß, ein Gebiet zwischen den Flüssen Aist und Naarn von ihrer Mündung in die Donau bis zum Nordwald, samt baierischen und slawischen, freien und hörigen Hintersassen.

## Familie
Wilhelm entstammte dem Geschlecht der Traungau-Grafen Gramann (beheimatet im Salzburggau, Isengau und Sundergau). Auch der Gründer des Rotthalmünster, der ebenfalls den Namen Wilhelm trug, muss zu seinen Vorfahren gehört haben. Wie seine Gattin Engilrat aus dem Hause Adaluncs von Roning gehörte er den vornehmsten Familien Baierns an. Er gilt als Stammvater der baierischen Adelsfamilie der Wilhelminer. Seine Söhne waren höchstwahrscheinlich Wilhelm II., Engelschalk I. und Adalbert. Wilhelm II. und Engelschalk konnten ihren Amtsbereich auf die gesamte Donaugrafschaft ausdehnen. Der Traungau blieb auch nach dem Tod Wilhelms I. im Besitz seiner Familie.